# Brussels Cycling Classic
Brussels Cycling Classic (do roku 2013 známý jako Paříž–Brusel) je jednodenní cyklistický závod konaný v Belgii. Do roku 2013 závod začínal v okolí Paříže a končil v Anderlechtu. V červnu 2013 však bylo oznámeno, že se závod bude nově konat pouze na území Belgie. Závod nově startuje i končí v Bruselu a okolí. V roce 2020 se závod stal součástí UCI ProSeries.

## Seznam vítězů
| Rok       | Země            | Jezdec                 | Tým                                |
| --------- | --------------- | ---------------------- | ---------------------------------- |
| 1893      | Belgie          | André Henry            |                                    |
| 1894–1905 | Nejelo se       | Nejelo se              | Nejelo se                          |
| 1906      | Francie         | Albert Dupont          |                                    |
| 1907      | Francie         | Gustave Garrigou       | Peugeot–Wolber                     |
| 1908      | Francie         | Lucien Petit-Breton    | Peugeot–Wolber                     |
| 1909      | Lucembursko     | François Faber         | Alcyon–Dunlop                      |
| 1910      | Francie         | Maurice Brocco         | Legnano                            |
| 1911      | Francie         | Octave Lapize          | La Française–Diamant               |
| 1912      | Francie         | Octave Lapize          | La Française–Diamant               |
| 1913      | Francie         | Octave Lapize          | La Française–Diamant               |
| 1914      | Belgie          | Louis Mottiat          | Alcyon–Soly                        |
| 1915–1918 | Nejelo se       | Nejelo se              | Nejelo se                          |
| 1919      | Belgie          | Alexis Michiels        | La Sportive                        |
| 1920      | Francie         | Henri Pélissier        | La Sportive                        |
| 1921      | Francie         | Robert Reboul          | individuál                         |
| 1922      | Belgie          | Félix Sellier          | Alcyon–Dunlop                      |
| 1923      | Belgie          | Félix Sellier          | Alcyon–Dunlop                      |
| 1924      | Belgie          | Félix Sellier          | Alcyon–Dunlop                      |
| 1925      | Belgie          | Gerard Debaets         | individuál                         |
| 1926      | Belgie          | Denis Verschueren      | Ravat–Wonder–Dunlop                |
| 1927      | Lucembursko     | Nicolas Frantz         | Alcyon–Dunlop                      |
| 1928      | Belgie          | Georges Ronsse         | Automoto                           |
| 1929      | Belgie          | Pé Verhaegen           | J.B. Louvet–Hutchinson             |
| 1930      | Belgie          | Ernest Mottard         | Cycles Bovy                        |
| 1931      | Belgie          | Jean Aerts             | Alcyon–Dunlop                      |
| 1932      | Belgie          | Julian Vervaecke       | Labor                              |
| 1933      | Francie         | Albert Barthelèmy      | F. Pélissier–Mercier–Hutchinson    |
| 1934      | Belgie          | Frans Bonduel          | Dilecta–Wolber                     |
| 1935      | Belgie          | Edgard de Caluwé       | Dilecta–Wolber                     |
| 1936      | Belgie          | Eloi Meulenberg        | Alcyon–Dunlop                      |
| 1937      | Belgie          | Albert Beckaert        | Alcyon–Dunlop                      |
| 1938      | Belgie          | Marcel Kint            | Mercier–Hutchinson                 |
| 1939      | Belgie          | Frans Bonduel          | Dilecta–Wolber                     |
| 1940–1945 | Nejelo se       | Nejelo se              | Nejelo se                          |
| 1946      | Belgie          | Briek Schotte          | Alcyon–Dunlop                      |
| 1947      | Belgie          | Ernest Sterckx         | Alcyon–Dunlop                      |
| 1948      | Belgie          | Lode Poels             | Garin–Wolber                       |
| 1949      | Francie         | Maurice Diot           | Mercier–A. Magne                   |
| 1950      | Belgie          | Rik Van Steenbergen    | Mercier–Hutchinson                 |
| 1951      | Francie         | Jean Guéguen           | Mercier–Hutchinson                 |
| 1952      | Belgie          | Briek Schotte          | Alcyon–Dunlop                      |
| 1953      | Itálie          | Loretto Petrucci       | Bianchi–Pirelli                    |
| 1954      | Belgie          | Marcel Hendrickx       | Peugeot–Dunlop                     |
| 1955      | Belgie          | Marcel Hendrickx       | Elvé–Peugeot                       |
| 1956      | Belgie          | Rik Van Looy           | Faema–Van Hauwaert                 |
| 1957      | Belgie          | Léon van Daele         | Faema–Guerra                       |
| 1958      | Belgie          | Rik Van Looy           | Faema–Guerra                       |
| 1959      | Belgie          | Frans Schoubben        | Peugeot–BP–Dunlop                  |
| 1960      | Francie         | Pierre Everaert        | Rapha–Gitane–Dunlop                |
| 1961      | Belgie          | Pino Cerami            | Peugeot–BP–Dunlop                  |
| 1962      | Belgie          | Jozef Wouters          | Solo–Van Steenbergen               |
| 1963      | Francie         | Jean Stablinski        | Saint-Raphaël–Gitane               |
| 1964      | Belgie          | Georges Van Coningsloo | Peugeot–BP–Englebert               |
| 1965      | Belgie          | Edward Sels            | Solo–Superia                       |
| 1966      | Itálie          | Felice Gimondi         | Salvarani                          |
| 1967–1972 | Nejelo se       | Nejelo se              | Nejelo se                          |
| 1973      | Belgie          | Eddy Merckx            | Molteni                            |
| 1974      | Belgie          | Marc Demeyer           | Carpenter–Confortluxe–Flandria     |
| 1975      | Belgie          | Freddy Maertens        | Carpenter–Confortluxe–Flandria     |
| 1976      | Itálie          | Felice Gimondi         | Bianchi–Campagnolo                 |
| 1977      | Belgie          | Ludo Peeters           | IJsboerke–Colnago                  |
| 1978      | Nizozemsko      | Jan Raas               | TI–Raleigh–McGregor                |
| 1979      | Belgie          | Ludo Peeters           | IJsboerke–Warncke Eis              |
| 1980      | Itálie          | Pierino Gavazzi        | Magniflex–Olmo                     |
| 1981      | Belgie          | Roger De Vlaeminck     | DAF Truck–Côte d'Or                |
| 1982      | Nizozemsko      | Jacques Hanegraaf      | TI–Raleigh–Campagnolo              |
| 1983      | Švédsko         | Tommy Prim             | Bianchi–Piaggio                    |
| 1984      | Belgie          | Eric Vanderaerden      | Panasonic                          |
| 1985      | Nizozemsko      | Adri van der Poel      | Kwantum–Decosol–Yoko               |
| 1986      | Itálie          | Guido Bontempi         | Carrera Jeans–Vagabond             |
| 1987      | Belgie          | Wim Arras              | PDM–Ultima–Concorde                |
| 1988      | Západní Německo | Rolf Gölz              | Superconfex–Yoko–Opel–Colnago      |
| 1989      | Nizozemsko      | Jelle Nijdam           | Superconfex–Yoko–Opel–Colnago      |
| 1990      | Itálie          | Franco Ballerini       | Del Tongo–Rex                      |
| 1991      | Dánsko          | Brian Holm             | Histor–Sigma                       |
| 1992      | Dánsko          | Rolf Sørensen          | Ariostea                           |
| 1993      | Francie         | Francis Moreau         | GAN                                |
| 1994      | Dánsko          | Rolf Sørensen          | GB–MG Maglificio                   |
| 1995      | Belgie          | Frank Vandenbroucke    | Mapei–GB–Latexco                   |
| 1996      | Itálie          | Andrea Tafi            | Mapei–GB                           |
| 1997      | Itálie          | Alessandro Bertolini   | MG Maglificio–Technogym            |
| 1998      | Itálie          | Stefano Zanini         | Mapei–Bricobi                      |
| 1999      | Lotyšsko        | Romāns Vainšteins      | Vini Caldirola                     |
| 2000      | Nizozemsko      | Max van Heeswijk       | Mapei–Quick-Step                   |
| 2001      | Francie         | Emmanuel Magnien       | Française des Jeux                 |
| 2002      | Austrálie       | Robbie McEwen          | Lotto–Adecco                       |
| 2003      | Lucembursko     | Kim Kirchen            | Fassa Bortolo                      |
| 2004      | Belgie          | Nick Nuyens            | Quick-Step–Davitáon                |
| 2005      | Austrálie       | Robbie McEwen          | Davitamon–Lotto                    |
| 2006      | Austrálie       | Robbie McEwen          | Davitamon–Lotto                    |
| 2007      | Austrálie       | Robbie McEwen          | Predictor–Lotto                    |
| 2008      | Austrálie       | Robbie McEwen          | Silence–Lotto                      |
| 2009      | Austrálie       | Matthew Goss           | Team Saxo Bank                     |
| 2010      | Španělsko       | Francisco Ventoso      | Carmiooro NGC                      |
| 2011      | Rusko           | Denis Galimzjanov      | Team Katusha                       |
| 2012      | Německo         | Tom Boonen             | Omega Pharma–Quick-Step            |
| 2013      | Německo         | André Greipel          | Lotto–Belisol                      |
| 2014      | Německo         | André Greipel          | Lotto–Belisol                      |
| 2015      | Nizozemsko      | Dylan Groenewegen      | Team Roompot                       |
| 2016      | Belgie          | Tom Boonen             | Etixx–Quick-Step                   |
| 2017      | Francie         | Arnaud Démare          | FDJ                                |
| 2018      | Německo         | Pascal Ackermann       | Bora–Hansgrohe                     |
| 2019      | Austrálie       | Caleb Ewan             | Lotto–Soudal                       |
| 2020      | Belgie          | Tim Merlier            | Alpecin–Fenix                      |
| 2021      | Belgie          | Remco Evenepoel        | Deceuninck–Quick-Step              |
| 2022      | Nizozemsko      | Taco van der Hoorn     | Intermarché–Wanty–Gobert Matériaux |
| 2023      | Francie         | Arnaud Démare          | Groupama–FDJ                       |
| 2024      | Norsko          | Jonas Abrahamsen       | Uno-X Mobility                     |
| 2025      | Belgie          | Tim Merlier            | Soudal–Quick-Step                  |